# 1977-es úszó-Európa-bajnokság
Az 1977-es úszó-Európa-bajnokságot Jönköpingben, Svédországban rendezték augusztus 14. és augusztus 21. között. Az Eb-n 37 versenyszámot rendeztek. 29-et úszásban, 4-et műugrásban, 3-at szinkronúszásban és egyet vízilabdában.

## Éremtáblázat
(A táblázatban Magyarország és a rendező nemzet eltérő háttérszínnel kiemelve.)
| Helyezés | Nemzet         | Arany | Ezüst | Bronz | Összesen |
| 1.       | NDK            | 16    | 11    | 7     | 34       |
| 2.       | Szovjetunió    | 7     | 9     | 7     | 23       |
| 3.       | NSZK           | 7     | 2     | 4     | 13       |
| 4.       | Magyarország   | 3     | 1     | 1     | 5        |
| 5.       | Nagy-Britannia | 2     | 1     | 5     | 8        |
| 6.       | Hollandia      | 1     | 6     | 2     | 9        |
| 7.       | Csehszlovákia  | 1     | 1     | 0     | 2        |
| 8.       | Olaszország    | 0     | 3     | 3     | 6        |
| 9.       | Svédország     | 0     | 1     | 3     | 4        |
| 10.      | Jugoszlávia    | 0     | 1     | 1     | 2        |
| 11.      | Dánia          | 0     | 1     | 0     | 1        |
| 12.      | Svájc          | 0     | 0     | 3     | 3        |
| 13.      | Románia        | 0     | 0     | 1     | 1        |
| Összesen | Összesen       | 37    | 37    | 37    | 111      |

## Érmesek

### Úszás

#### Férfi
| Versenyszám               | Arany                                                                                  | Arany    | Ezüst                                                                                 | Ezüst    | Bronz                                                                             | Bronz    |
| ------------------------- | -------------------------------------------------------------------------------------- | -------- | ------------------------------------------------------------------------------------- | -------- | --------------------------------------------------------------------------------- | -------- |
| 100 m-es gyorsúszás       | Peter Nocke · NSZK                                                                     | 51,55    | Vlagyimir Bure · Szovjetunió                                                          | 52,02    | Marcello Guarducci · Olaszország                                                  | 52,11    |
| 200 m-es gyorsúszás       | Peter Nocke · NSZK                                                                     | 1:51,72  | Andrej Krilov · Szovjetunió                                                           | 1:51,77  | Marcello Guarducci · Olaszország                                                  | 1:52,35  |
| 400 m-es gyorsúszás       | Szergej Ruszin · Szovjetunió                                                           | 3:54,83  | Frank Wennmann · NSZK                                                                 | 3:55,47  | Frank Pfütze · NDK                                                                | 3:56,46  |
| 1500 m-es gyorsúszás      | Vlagyimir Szalnyikov · Szovjetunió                                                     | 15:16,45 | Valentin Parinov · Szovjetunió                                                        | 15:30,05 | Borut Petrič · Jugoszlávia                                                        | 15:30,74 |
|                           |                                                                                        |          |                                                                                       |          |                                                                                   |          |
| 100 m-es hátúszás         | Mikoslav Rolko · Csehszlovákia                                                         | 58,35    | Verrasztó Zoltán · Magyarország                                                       | 58,48    | Klaus Steinbach · NSZK                                                            | 58,60    |
| 200 m-es hátúszás         | Verrasztó Zoltán · Magyarország                                                        | 2:03,88  | Miloslav Rolko · Csehszlovákia                                                        | 2:05,07  | Jan Thorell · Svédország                                                          | 2:05,22  |
|                           |                                                                                        |          |                                                                                       |          |                                                                                   |          |
| 100 m-es mellúszás        | Gerald Mörken · NSZK                                                                   | 1:02,86  | Giorgio Lalle · Olaszország                                                           | 1:03,81  | Walter Kusch · NSZK                                                               | 1:04,17  |
| 200 m-es mellúszás        | Gerald Mörken · NSZK                                                                   | 2:16,78  | Arsens Miskarovs · Szovjetunió                                                        | 2:18,24  | Walter Kusch · NSZK                                                               | 2:21,05  |
|                           |                                                                                        |          |                                                                                       |          |                                                                                   |          |
| 100 m-es pillangóúszás    | Roger Pyttel · NDK                                                                     | 55,49    | Pär Arvidsson · Svédország                                                            | 55,58    | John Mills · Nagy-Britannia                                                       | 55,98    |
| 200 m-es pillangóúszás    | Michael Kraus · NSZK                                                                   | 2:00,40  | Roger Pyttel · NDK                                                                    | 2:00,55  | Pär Arvidsson · Svédország                                                        | 2:01,37  |
|                           |                                                                                        |          |                                                                                       |          |                                                                                   |          |
| 200 m-es vegyesúszás      | Hargitay András · Magyarország                                                         | 2:06,82  | Andrej Szmirnov · Szovjetunió                                                         | 2:07,26  | Alekszandr Szidorenko · Szovjetunió                                               | 2:08,80  |
| 400 m-es vegyesúszás      | Szerhij Feszenko · Szovjetunió                                                         | 4:26,83  | Andrej Szmirnov · Szovjetunió                                                         | 4:28,81  | Sós Csaba · Magyarország                                                          | 4:29,24  |
|                           |                                                                                        |          |                                                                                       |          |                                                                                   |          |
| 4 × 100 m-es gyorsváltó   | NSZK · Klaus Steinbach · Andreas Schmidt · Jürgen Könnecker · Peter Nocke              | 3:26,57  | Olaszország · Roberto Pangaro · Paolo Revelli · Paolo Sinegaelia · Marcello Guarducci | 3:28,58  | Szovjetunió · Vlagyimir Bure · Szergej Labszo · Szergej Kopljakov · Andrej Krilov | 3:28,91  |
| 4 × 200 m-es gyorsváltó   | Szovjetunió · Volodimir Raszkatov · Szergej Ruszin · Szergej Kopljakov · Andrej Krilov | 7:28,21  | NSZK · Frank Wennmann · Klaus Steinbach · Peter Knust · Peter Nocke                   | 7:33,28  | NDK · Rainer Strohbach · Roger Pyttel · Detlev Grabs · Frank Pfutze               | 7:36,94  |
| 4 × 100 m-es vegyes váltó | NSZK · Klaus Steinbach · Gerald Mörken · Michael Kraus · Peter Nocke                   | 3:48,73  | NDK · Lutz Wanja · Gregor Arnicke · Roger Pyttel · René Pläschke                      | 3:49,42  | Nagy-Britannia · James Carter · Duncan Goodhew · John Mills · Martin Smith        | 3:51,05  |

#### Női
| Versenyszám               | Arany                                                                    | Arany   | Ezüst                                                                                | Ezüst   | Bronz                                                                                 | Bronz   |
| ------------------------- | ------------------------------------------------------------------------ | ------- | ------------------------------------------------------------------------------------ | ------- | ------------------------------------------------------------------------------------- | ------- |
| 100 m-es gyorsúszás       | Barbara Krause · NDK                                                     | 56,55   | Enith Brigitha · Hollandia                                                           | 57,09   | Petra Priemer · NDK                                                                   | 57,20   |
| 200 m-es gyorsúszás       | Petra Thümer · NDK                                                       | 2:00,29 | Barbara Krause · NDK                                                                 | 2:01,40 | Annelies Maas · Hollandia                                                             | 2:01,76 |
| 400 m-es gyorsúszás       | Petra Thümer · NDK                                                       | 4:08,91 | Annelies Maas · Hollandia                                                            | 4:09,40 | Barbara Krause · NDK                                                                  | 4:14,39 |
| 800 m-es gyorsúszás       | Petra Thümer · NDK                                                       | 8:38,32 | Annelies Maas · Hollandia                                                            | 8:39,93 | Marina Altmann · NDK                                                                  | 8:52,94 |
|                           |                                                                          |         |                                                                                      |         |                                                                                       |         |
| 100 m-es hátúszás         | Birgit Treiber · NDK                                                     | 1:02,63 | Ulrike Richter · NDK                                                                 | 1:03,87 | Kaire Indriksson · Szovjetunió                                                        | 1:05,25 |
| 200 m-es hátúszás         | Birgit Treiber · NDK                                                     | 2:13,10 | Ulrike Richter · NDK                                                                 | 2:16,67 | Carmen Bunacio · Románia                                                              | 2:17,98 |
|                           |                                                                          |         |                                                                                      |         |                                                                                       |         |
| 100 m-es mellúszás        | Julija Bogdanova · Szovjetunió                                           | 1:11,89 | Carola Nitschke · NDK                                                                | 1:13,12 | Ramona Reinke · NDK                                                                   | 1:13,76 |
| 200 m-es mellúszás        | Julija Bogdanova · Szovjetunió                                           | 2:35,04 | Susanne Nielsson · Dánia                                                             | 2:35,34 | Eva-Marie Håkansson · Svédország                                                      | 2:38,05 |
|                           |                                                                          |         |                                                                                      |         |                                                                                       |         |
| 100 m-es pillangóúszás    | Andrea Pollack · NDK                                                     | 1:00,61 | Christiane Knacke · NDK                                                              | 1:00,71 | Ineke Ran · Hollandia                                                                 | 1:03,40 |
| 200 m-es pillangóúszás    | Anett Fiebig · NDK                                                       | 2:12,77 | Andrea Pollack · NDK                                                                 | 2:15,14 | Susan Jenner · Nagy-Britannia                                                         | 2:15,45 |
|                           |                                                                          |         |                                                                                      |         |                                                                                       |         |
| 200 m-es vegyesúszás      | Ulrike Tauber · NDK                                                      | 2:15,95 | Sabine Kahle · NDK                                                                   | 2:17,79 | Olga Klevakina · Szovjetunió                                                          | 2:19,35 |
| 400 m-es vegyesúszás      | Ulrike Tauber · NDK                                                      | 4:45,22 | Sabine Kahle · NDK                                                                   | 4:50,70 | Sharron Davies · Nagy-Britannia                                                       | 4:54,95 |
|                           |                                                                          |         |                                                                                      |         |                                                                                       |         |
| 4 × 100 m-es gyorsváltó   | NDK · Birgit Treiber · Birgit Wächtler · Petra Priemer · Barbara Krause  | 3:49,52 | Hollandia · Ineke Ran · Anja van de Bogaerde · Annelies Maas · Enith Brigitha        | 3:52,95 | Nagy-Britannia · Victoria Bullock · Mary Houston · Sharron Davies · Cheryl Brazendale | 3:55,77 |
| 4 × 100 m-es vegyes váltó | NDK · Ulrike Richter · Carola Nitschke · Andrea Pollack · Barbara Krause | 4:14,35 | Szovjetunió · Kaire Indriksson · Julija Bogdanova · Olga Klevakina · Larisza Carjova | 4:18,12 | NSZK · Heike John · Dagmar Rehak · Karin Seick · Jutta Meeuw                          | 4:19,05 |

### Műugrás
Férfi
| Versenyszám         | Arany                            | Arany  | Ezüst                           | Ezüst  | Bronz                              | Bronz  |
| ------------------- | -------------------------------- | ------ | ------------------------------- | ------ | ---------------------------------- | ------ |
| 3 m-es műugrás      | Falk Hoffmann · NDK              | 592,20 | Franco Cagnotto · Olaszország   | 572,70 | Alekszandr Koszenkov · Szovjetunió | 536,67 |
| 10 m-es toronyugrás | Vlagyimir Alejnyik · Szovjetunió | 542,31 | David Ambarcumjan · Szovjetunió | 541,35 | Falk Hoffmann · NDK                | 532,11 |

Női
| Versenyszám         | Arany                | Arany  | Ezüst                               | Ezüst  | Bronz                         | Bronz  |
| ------------------- | -------------------- | ------ | ----------------------------------- | ------ | ----------------------------- | ------ |
| 3 m-es műugrás      | Christa Köhler · NDK | 444,30 | Beate Rothe · NDK                   | 418,35 | Irina Kalinina · Szovjetunió  | 411,15 |
| 10 m-es toronyugrás | Margit Schöpke · NDK | 363,00 | Jelena Vajcehovszkaja · Szovjetunió | 359,19 | Irina Kalinyina · Szovjetunió | 347,46 |

### Szinkronúszás
| Versenyszám | Arany                                        | Arany   | Ezüst                                       | Ezüst   | Bronz                                 | Bronz   |
| ----------- | -------------------------------------------- | ------- | ------------------------------------------- | ------- | ------------------------------------- | ------- |
| Egyéni      | Jackie Cox · Nagy-Britannia                  | 157,630 | Marijke Engelen · Hollandia                 | 143,320 | Renate Baur · Svájc                   | 140,420 |
| Páros       | Nagy-Britannia · Jackie Cox · Andrea Holland | 153,910 | Hollandia · Helma Giuvers · Marijke Engelen | 144,240 | Svájc · Renate Baur · Liselotte Meyer | 140,590 |
| Csapat      | Hollandia                                    | 150,320 | Nagy-Britannia                              | 149,770 | Svájc                                 | 136,030 |

### Vízilabda
| Versenyszám | Arany        | Ezüst       | Bronz       |
| ----------- | ------------ | ----------- | ----------- |
| Férfi       | Magyarország | Jugoszlávia | Olaszország |